# Felipe Pinglo Alva
Julio Felipe Federico Pinglo Alva (Lima, 18 de julho de 1899 - 13 de maio de 1936), conhecido como el bardo inmortal "(O bardo imortal), foi um saliente compositor e musico peruano. É considerado umo dos maiores exponentes da música crioula, possuidor dum estilo de muito popular que enriqueceu o acervo musical peruano. É também conhecido internacionalmente por ser o autor da valsa peruana "El plebeyo" (O plebeu).

## Contexto histórico
A musica crioula no Peru (formada principalmente por a valsa e a polka ainda eram escutadas desde fines do século XIX nos bairros populares de Lima. Eram gêneros musicais inspirados nas danças europeias que se dançaban nos salões elegantes. A primeira geração de compositoures crioulos que desenvolveu-se entre fines do século XIX até 1920 conhecida como Guardia Vieja (Velha Guarda) tive notaveis influencisa da zarzuela e a jota aragonêsa.
Nos anos 1920 acontecem mudanças importantes na estrutura urbana da cidade de Lima e começa-se a sentir nos bairros populares a influença de novos gêneros musicais, especialmente o foxtrot, one-step, tangos, etc. Eles começaram a deslocar à ainda em ascensão musica crioula. Neste panorama, aparece Felipe Pinglo Alva e marca a primeira marca histórica no desenvolvimento deste gênero.

## Biografia
Nasceu na Calle del Prado (atual quadra 14 do rua Junin) nos Barrios Altos (bairros altos) de Lima.
Filho do normalista Felipe Pinglo Menees e da María Florinda Alva, quem morreu poucos dias depois de dar à luz. A pobreza em que ele viveu e os ensinos do seu pai e suas tias, foram formando-lhe como um menino instruído e com sentimento social.
Iniciou seus estúdios na Escuela Fiscal de los Naranjos (Escola Fiscal das Laranjeiras) dirigida pelo seu tio Alejandro Pinglo, e depois entre 1911 até 1915, cursou os estudos secundários no Colegio Nuestra Señora de Guadalupe (Colégio Nossa Senhora de Guadalupe). Com suas gorjetas adquiriu uma Harmônica (instrumento musical)harmônica e aprendeu sozinho a repetir nele as interpretações que as bandas militares ofereciam nos parques de seu bairro.
No 1916 começou seus labores na impressora El Gráfico e nela companhia de gás. Também foi jogador amador de futebol nos clubes El Naranjo, Alfonso Ugarte e comentarista deste esporte em alguns revistas limenhas. Trabalhou depois na Direção Geral de Tiro onde foi secretário do então Ministro da Guerra, General Salmón, quem guardava uma grão afecção por Felipe de quem disse várias vezes que era seu "braço direito".
Quando Pinglo começou a compor e frequentar aos músicos crioulos, fez da rua Mercedarias (atual rua Ancash) seu ponto de concentração e inspiração. Ali tendia a reunir-se para fazer música com Samuel Joya Neri, Obdulio Menacho, José e Eugenio Díaz, Guillermo D'Acosta, Paco Vilela, Juan Ríos, Pedro Espinel, Jorge Gonzáles, Ernesto "El chino" (O chinés) Soto e muitos outros. Este grupo é conhecido como a "Geração Pinglo".
Um dos detalhes pouco conhecidos de Pinglo é sua colaboração na formação duma das quadrilhas mais representativas da Hermandad del Señor de los Milagros de Nazarenas (Irmandade do Senhor dos Milagres), a quadrilha 11 "Los íntimos" (Os íntimos) como são chamados devido a seus origines humildes.

### Carreira musical
Felipe Pinglo tocava o violão à inversa porque era canhoto. Não mudava a ordem das cordas, razão que alguns entendidos têm considerado importante no descobrimento de novas tonalidades logradas por ele, apreciáveis em sua abundante produção musical.
Com os primeiros entusiasmos sentimentais dos seus anos moços desenvolveu uma espontânea habilidade para o canto e a composição musical. Sua primeira composição foi a valsa "Amelia" em 1917. Teve mais de 300 composições cujas letras tem conteúdo autobiográfico, com um acento melancólico surgidas no ambiente boêmio, as angústias de suas doenças assim como protestas ante injustiças sociais. Pinglo fusionou a valsa peruana original com harmonias derivadas de outros gêneros como o tango argentino e o one-step.
Gradualmente, a figura de Pinglo tornou-se familiar nos bairros limenhos do Rímac, Monserrate e La Victoria. É a época em que surpreende a seus amigos com sua deslumbrante inspiração, capaz de criar uma canção em minutos. Entre 1921 e 1923, Felipe deixa os Barrios Altos e mudou-se a La Victoria. Com 24 anos, Pinglo já era um compositor celebrado.
Em 1925, conheceu a Hermelinda Rivera Urrutia de 17 anos. Casou-se com ela no 11 de Maio de 1926 na igreja de São Francisco. Pouco tempo depois nasceram seus filhos Carmen e Felipe. Hermelinda Rivera tinha sido noiva do também compositor Alberto Condemarín e, quando ela casou-se com Pinglo, ele compôs-lhe a valsa "Hermelinda" que rapidamente tornou-se popular e actualmente é considerado um clássico da música crioula peruana. Pinglo, ferido em seu amor-próprio pela composição de Condemarín, desejava compor para sua esposa uma valsa que também fora popular.

### Morte
No 1935, Pinglo enfermou com fortes dores no joelho esquerdo devido a uma lesão esportiva e também pelos, cada día mais agudos, espasmos produzidos por uma bronquite mal curada. Três dias antes de morrer, Pinglo terminou de compor sua ultima canção. A valsa "Hermelinda", dedicada a sua esposa. Não pudo compor a musica por o que encargou a sua mulher que o entregasse a Paco Vilela o Pedro Espinal para ser musicalizado. Hermelinda Rivera não quis dar a conhecer esta ultima composição e não é muito conhecida.
As 5 da manhã do 13 de maio de 1936, com 36 anos, Felipe Pinglo Alva morreu. No dia seguinte, seu corpo foi acompanhado por mais de mil pessoas ate o quartel "Santa Rebeca" do Cimiterio Presbítero Maestro onde foi sepultado. Quatro días depois, o compositor Pedro Espinel, um dos melhores amigos de Pinglo, fundou o "Centro Musical Felipe Pinglo Alva". No 26 de outubro de 1958, seus restos mortais foram trasladados a um mausoléu coroado com um busto dele feito pelo escultor Artemio Ocaña. As guardilhas da tumba, em forma de notas musicais, foram disenhadas e forjadas pelo decimista Nicomedes Santa Cruz. Elas forman o primeiras notas da valsa "El Plebeyo".

## Obra musical

### Temática de suas composições
As fascetas que apresenta a obra de Pinglo são multiplos. Por exemplo, o compositor dedicou versos às flores em canções como "Decepción", "Celos", "Llegó el invierno", "Bouquet", entre otros:
Barrios Altos foi a principal fonte de inspiração de Pinglo, suas ruas e personagems deram vida a canções como "Rosa Luz", "Linda morenita" ou "De vuelta al barrio":
A inversão extrangeira e a proliferação de fábricas têxtiles en Lima agitaram o ambiente de suas ruas. O bairros populares aumentaram sua população, os artesãos de antes começaram a formar uma emergente clase trabalhadora. Enquanto isso, se aguçavam as diferenças e lutas sociais. A revindicação social foi difundida na voz de Felipe Pinglo, quem denunciava:
Pinglo tambén cantou-lhe ao amor, tema fundamental nas seus composições:
O vertiginoso movimento da modernidade inspirou ao compositor. Pinglo dedicou passagems de suas letras ao cabarete, o ferrocarril e os automoveis. Ainda, se nutre da influença dos ritmos norteamericanos
Sua imaginação era inagotavel. Pinglo compus canções sobre lugares, pessoas e situações que não tinha conhecido: "Bello Hawái", "Zacatecas", "El espejo de mi vida", "Paraguaya" ó "Sueños de opio":

### «El plebeyo»
Entre suas composições mais celebradas, a valsa "El plebeyo" (O plebéu) fica sem dúvida alguna como a mais popular. Foi estrenada posivemente no 1931 no teátro Alfonso XIII do El Callao pelo seu amigo Alcides Carreño.
Existem duas historias sobre o origem desta valsa: a primeira adjudica o drama a Luis Enrique Rivas, um tecelão de canastras que morava na parte baixa da Colina São Cristovão. Outra versão, na que condordaram muitos amigos do compositor, é que o drama de Luis Enrique foi o próprio dele, vivido entre 1921 e 1923, quando se distanceu dos Barrios Altos para fazer boêmia em La Victoria. Dizem que alí Pinglo apaxionou-se de Gianina, belisima filha de 17 anos do industrial italiano Zuccarello. O compositor foi correspondido, motivo pelo qual os pais da garota decidiram a enviar a Florença, Italia, a vivir com seus avõs.
Ao margem destes e outros comentarios, «El plebeyo» formuló um drama social porque Luis Enrique, o personagem principal, era o plebéu que amava a uma aristocrata mais seu amor foi condenado pela sociedade.
Felipe Pinglo inaugurou um novo capítulo na historia da música crioula peruana. O valsa tinha sido até então un inexpressivo conjunto de versos superficiais e melodías simples. Com Pinglo adquire definitiva personalidade. Em o sucessivo será intencionado em seus versos, profundo em sua melodia e, essencialmente, portador de emoção social.

### Difusão de sua obra
Depois de sua morte, o nome de Pinglo era dito com admiração e respeito ainda que sem a clara concepção do significado histôrico de sua produção. Em seu homenagem, foram-lhe dedicadas várias composições como as valsas Murió el maestro de Pedro Espinel, Ave de Paso de Samuel Joya Neri, Mi Primera Elegía de Eduardo Márquez Talledo y Serafina Quinteras, etc.
Nos anos seguintes, a rádio e o cine difundiram a música crioula nos setores populares. A difusão superou o círculo dos amigos dele, chegando a toda a cidade, o pais e o estrangeiro. Em 1939, o filme peruano "Gallo de mi galpón", Jesús Vásquez e "Las Peruanitas" interpretaram canções de Pinglo. No ano seguinte, o argumento de "El Plebeyo" foi levado ao cine com J. Saravia no papel principal. O cine mexicano também produziu, nos anos 1950, um filme inspirado na vida do mestre estrelada por Pedro Infante.
Em 1942 estreou-se no teatro Metropolitan a revista musical "Melodías de Pinglo" com libreto e cenografia de Augusto Naranjo y Aurelio Collantes. Foram dramatizadas as valsas "Oración del labriego", "Mendicidad", "Bouquet" e "El plebeyo". Nos papeies estelares atuaram "Las Criollitas" -Eloisa Angulo e Margarita Lynch- Rosita Passano, Delia Vallejos, María Jesús Jiménez e a filha do compositor Carmen Pinglo.

### Trascendência: bastião do crioulismo
A aparição de Pinglo e sua obra deu-se num momento em que a música crioula peruana competia com outros ritmos estrangeiros que tinham a preferencia do público. E importante destacar que esta luta entre o nacional e o estrangeiro foi percebida com claridade pelos compositores crioulos daquela geração. Pinglo escreveu a um dos seus amigos:
Pinglo introduz certas características da música norteamericana na polka peruana, logrando um estilo novo e teniendo muito exito com esta combinação porque até hoje se sigam cantando seus one-steps e seus polkas crioulas criadas na base do foxtrot como "El saltimbanqui", "El sueño que yo viví", "Llegó el invierno", "Ven acá limeña" y "Qué bonito es mirar". É importante destacar que estas obras são comunmente tidas como legitimas polkas crioulas, o que demostra que a amálgama foi exitosa e têm-lhe admitido como válida para incorporar-se ao repertorio crioulo peruano.
Em quanto à valsa peruana, seus inovações consistiram em ampliar e diversificar o universo armónico aumentando as variações nos graus da tonalidade ou alterar o ordem, duração e estrutura. Sobre estas mudanças, se sustentavam melodias mas ricas e sutiles que as anteriores. Em geral, criou uma maior libertade no uso da armonia e a incorporação de giros melódicos não conhecidos até esse momento. En algumos casos se chegou a graus de complexidade ainda não usados na música popular limenha. Alguns dessas novedades podem encontrar-se nas valsas mais elaboradas de Felipe Pinglo como "El canillita", "La oración del labriego", "Jacobo el leñador", "Tu nombre y el mío", "Horas de amor" e "Sueños de opio".
Pinglo não rinde homenagem à Lima mitologica do vice-reino< a tradição perricholesca da literatura que, por então rememorava con nostalgia o mundo hispânico. Pinglo como mestiço, veu a vida e universo social de seu tempo e plasmo-la na sua obra. Graças a Pinglo, a música crioula peruana adquire jerarquia, Seus mensagem social não foi bem visto pelos governos ditatoriales e oligarquicos de sua época. Supondo-lhe afiliação aprista, algumas de suas valsas foram censuradas. 

## Na ficção
A figura de Pinglo têm sido recriada na ficção com pouca frequência. A primeira vez que apareceu foi no filme de 1938 Coração de crioulo (chamado também O plebéu) de Roberto Ch. Derteano, sendo Oswaldo Saravia quem o interpreta.
No 1994 Panamericana TV emitiu a miniserie El espejo de mi vida (O espelho da minha vida), dirigida por José Carlos Huayhuaca, onde o actor Martín Moscoso dava vida a Pinglo.
No 2018, anunciou-se que Catherine Pirotta dirigiria um filme basado na vida de Pinglo, quem seria interpretado por Martín Velásquez.
Também se tinha producido um musical, Amar no es un delito: El plebeyo (Amar não é um delito: O plebéu), escrito y dirigido por Carlos Tolentino, e estrelado por Andrea Aguirre (como Giannina Zuccarello) e Emanuel Soriano (como Pinglo), que estrenou-se no 5 de agosto de 2017 no Teatro Municipal de Lima.